# Lars Conrad
Lars Conrad (n. 1 iunie 1976, Berlin, RDG) este un înotător german, medaliat olimpic. A participat la 2 ediții ale Jocurilor Olimpice (2000, 2004) în care a câștigat o medalie de argint.